# Erioptera (Erioptera) annulipes
Erioptera (Erioptera) annulipes is een tweevleugelige uit de familie steltmuggen (Limoniidae). De soort komt voor in het Neotropisch gebied.